# Lena Lindgren
Lena Lindgren, född 8 maj 1942 i Stockholm, är en svensk skådespelare. Hon är utbildad vid Statens scenskola i Stockholm.
Lindgren debuterade i Claes Lundbergs långfilm Smekmånad 1972, där hon spelade en av huvudrollerna som "Ingrid". Året därpå spelade hon "Berit" i Lasse Hallströms Ska vi hem till dig... eller hem till mig... eller var och en till sitt?, följt av Lyftet (1978, rollen som "Vera Lind"), Trollsommar (1980, "Karin"), August Strindbergs Dödsdansen (1980), "Jenny"), Limpan (1983, "servitrisen") samt Åke och hans värld (1984, "kamfergumman").

## Filmografi
- 1972 – Smekmånad
- 1973 – Ska vi hem till dig... eller hem till mig... eller var och en till sitt?
- 1978 – Lyftet
- 1980 – Trollsommar
- 1980 – Dödsdansen
- 1983 – Limpan
- 1984 – Åke och hans värld

## Teater

### Roller (ej komplett)
| År   | Roll  | Produktion                                | Regi            | Teater       |
| ---- | ----- | ----------------------------------------- | --------------- | ------------ |
| 1988 | Nelja | Kvinnornas Decamerone Julia Voznesenskaja | Lars Rudolfsson | Orionteatern |